# Јабус (река)
Јабус је река у Етиопији и Јужном Судану у вилајету Горњи Нил. Извире на Етиопској висији и тече западно, све док не пређе на територију Јужног Судана где скреће на југозапад и нестаје у водама мочваре Мачар.